# Paul Maurice
Paul Maurice, född 30 januari 1967, är en kanadensisk tränare och före detta ishockeyspelare som tränar ishockeyorganisationen Florida Panthers i NHL.
Han draftades i tolfte rundan i 1985 års draft av Philadelphia Flyers som 252:a spelare totalt.
Maurice:s tränarkarriär startade när han som spelare fick ett ultimatum av Windsor Spitfires ägare Peter Karmanos, Jr. om att bli bortbytt till något annat lag eller avsluta sin spelarkarriär för ställa sig bakom bänken och bli tränare. Maurice valde det senare alternativet och började 1993 träna Detroit Junior Red Wings som drevs av just Karmanos, Jr. Detroit Junior Red Wings lyckades vinna J. Ross Robertson Cup och komma på en andra plats i Memorial Cup under de kommande två säsongerna. 1995 köpte Karmanos, Jr. Hartford Whalers och Maurice, som då endast var 28 år, blev erbjuden att bli ny huvudtränare för Whalers, vilket han nappade på. Maurice blev kvar i organisationen de kommande nio säsongerna och följde med under flytten av Whalers till Raleigh, North Carolina, och omvandlingen av laget till Carolina Hurricanes. 2003 fick Maurice sparken på grund av en usel inledning av säsongen 2003–04. Han var sysslolös tills Toronto Maple Leafs samarbetspartner Toronto Marlies kom med ett erbjudande om att bli deras nya tränare. Maurice tränade Marlies fram tills 2006 då Maple Leafs valde att flytta upp honom för att leda Maple Leafs sedan lagets general manager Cliff Fletcher gjort sig av med Pat Quinn. Det varade dock bara i två säsonger under vilka Maple Leafs inte lyckades ta sig till slutspel. Carolina Hurricanes kom med ett nytt erbjudande sommaren 2008 som Maurice nappade på. Maurice största bedrift var under hans första period med Hurricanes då Hurricanes lyckades gå hela vägen till Stanley Cup-final mot Detroit Red Wings säsongen 2001–02, där dock Red Wings blev för svåra och vann med 4-1 i matcher. Den 28 november 2010 blev Maurice den yngste tränaren i NHL:s historia att vara tränare i 1 000 NHL-matcher. Den 28 november 2011 meddelade Hurricanes president och general manager Jim Rutherford att man hade sparkat Maurice. Den 8 juni 2012 blev det offentligt att Maurice hade skrivit kontrakt med den ryska ishockeyklubben Metallurg Magnitogorsk i KHL. Han fick inget nytt förtroende från Magnitogorsk och blev ersatt av den före detta NHL–tränaren Mike Keenan. Den 12 januari 2014 meddelade Winnipeg Jets general manager Kevin Cheveldayoff att man hade sparkat sin tränare Claude Noël och utsett Maurice som ersättaren.

## Statistik
| 1984–1985  | Windsor Spitfires | OHL        | 38  | 0 | 3  | 3  | 47  | 4  | 0 | 0 | 0 | 19 |
| 1985–1986  | Windsor Spitfires | OHL        | 56  | 3 | 10 | 13 | 89  | 16 | 0 | 2 | 2 | 8  |
| 1986–1987  | Windsor Spitfires | OHL        | 63  | 4 | 15 | 19 | 87  | 14 | 2 | 1 | 3 | 18 |
| 1987–1988  | Windsor Spitfires | OHL        | 32  | 1 | 4  | 5  | 33  | —  | — | — | — | —  |
| OHL totalt | OHL totalt        | OHL totalt | 189 | 8 | 32 | 40 | 256 | 34 | 2 | 3 | 5 | 45 |

## Tränarstatistik
| Lag                 | År        | Grundserie | Grundserie | Grundserie | Grundserie | Grundserie      | Grundserie | Grundserie      | Slutspel                  |  |
| Lag                 | År        | Matcher    | Vinster    | Förluster  | Oavgjorda  | Övertidsvinster | Poäng      | Placering       | Resultat                  |  |
| ------------------- | --------- | ---------- | ---------- | ---------- | ---------- | --------------- | ---------- | --------------- | ------------------------- |  |
| Hartford Whalers    | 1995–1996 | 70         | 29         | 33         | 8          | —               | (77)       | 5:e i Northeast | Missade slutspel.         |  |
| Hartford Whalers    | 1996–1997 | 82         | 32         | 39         | 11         | —               | 75         | 5:e i Northeast | Missade slutspel.         |  |
| Carolina Hurricanes | 1997–1998 | 82         | 33         | 41         | 8          | —               | 74         | 6:a i Northeast | Missade slutspel.         |  |
| Carolina Hurricanes | 1998–1999 | 82         | 34         | 30         | 18         | —               | 86         | 1:a i Southeast | Förlorade i andra rundan. |  |
| Carolina Hurricanes | 1999–2000 | 82         | 37         | 35         | 10         | —               | 84         | 3:e i Southeast | Missade slutspel.         |  |
| Carolina Hurricanes | 2000–2001 | 82         | 38         | 32         | 9          | 3               | 88         | 2:a i Southeast | Förlorade i andra rundan. |  |
| Carolina Hurricanes | 2001–2002 | 82         | 35         | 26         | 16         | 5               | 91         | 1:a i Southeast | Förlorade finalen.        |  |
| Carolina Hurricanes | 2002–2003 | 82         | 22         | 43         | 11         | 6               | 61         | 5:e i Southeast | Missade slutspel.         |  |
| Carolina Hurricanes | 2003–2004 | 30         | 8          | 12         | 8          | 2               | (76)       | 3:e i Southeast | (Sparkad.)                |  |
| Toronto Maple Leafs | 2006–2007 | 82         | 40         | 31         | —          | 11              | 91         | 3:e i Northeast | Missade slutspel.         |  |
| Toronto Maple Leafs | 2007–2008 | 82         | 36         | 35         | –          | 11              | 83         | 5:e i Northeast | Missade slutspel.         |  |
| Carolina Hurricanes | 2008–2009 | 57         | 33         | 19         | –          | 5               | (97)       | 2:a i Southeast | Förlorade i andra rundan. |  |
| Carolina Hurricanes | 2009–2010 | 82         | 35         | 37         | –          | 10              | 80         | 3:e i Southeast | Missade slutspel.         |  |
| Carolina Hurricanes | 2010–2011 | 82         | 40         | 31         | –          | 11              | 91         | 3:e i Southeast | Missade slutspel.         |  |
| Carolina Hurricanes | 2011–2012 | 25         | 8          | 13         | –          | 4               | (82)       | 5:e i Southeast | (Sparkad.)                |  |
| Winnipeg Jets       | 2013–2014 | 35         | 18         | 12         | –          | 5               | 41         | 7:e i Central   | —                         |  |
| Totalt              | Totalt    | 1119       | 478        | 469        | 99         | 73              | 1128       |                 |                           |  |